# Antonovka
Antonovka es el nombre de la variedad cultigen de manzano (Malus pumila).
Una variedad rusa que surgió en Kursk. Informado por un grabado en 1826. Las frutas son crujientes y jugosas con un sabor ácido. Cocina bien.

## Sinónimos
- "Антоновка",
- "Antonówka",
- "Antenovka",
- "Antoni",
- "Antonifka",
- "Antonovca",
- "Antonovka obiknovennaia",
- "Antonovka obyknovennaya",
- "Antonovka prostaya",
- "Antonovskoe yabloko",
- "Antonowka",
- "Antonowka Zwykla",
- "Antony",
- "Bergamot",
- "Cinnamon",
- "Dukhovoe",
- "German Calville",
- "King of the Steppe",
- "Nalivia",
- "Possart's Nalivia",
- "Possarts Moskauer Nalivia",
- "Possarts Nalivia",
- "Russian Gravenstein",
- "Vargul".[4]

## Historia
'Antonovka' es un grupo de cultivares de manzana que maduran a finales de otoño o principios de invierno con un fuerte sabor ácido que han sido populares en Rusia (Unión Soviética y el Imperio ruso), así como en Polonia.
'Antonovka' se cultiva en la National Fruit Collection con el número de accesión: 1948 - 666 y nombre de accesión : Antonovka.
'Antonovka' es parental-madre de las variedades:
- Slavyanka
- Pobeda Chernenko
- Siugisdesert

## Características
'Antonovka' tiene una floración a partir de 2 de mayo con 10% de floración, para el 8 de mayo hay una floración completa (80%) y el 16 de mayo 90% caída de pétalos.
La manzana 'Antonovka' tiene una talla grande, con forma amplia globosa-cónica; nervaduras de tipo fuerte; corona medio-fuerte; color de fondo amarillo blanquecino, y sobre color ausente; cantidad de color superior ausente, y sobre patrón de color ninguno, "russeting" (pardeamiento áspero superficial que presentan algunas variedades) bajo; epidermis gruesa con el color de la pulpa blanco.
El tiempo de recogida se efectúa a principios de septiembre.

Manzanas 'Antonovka'
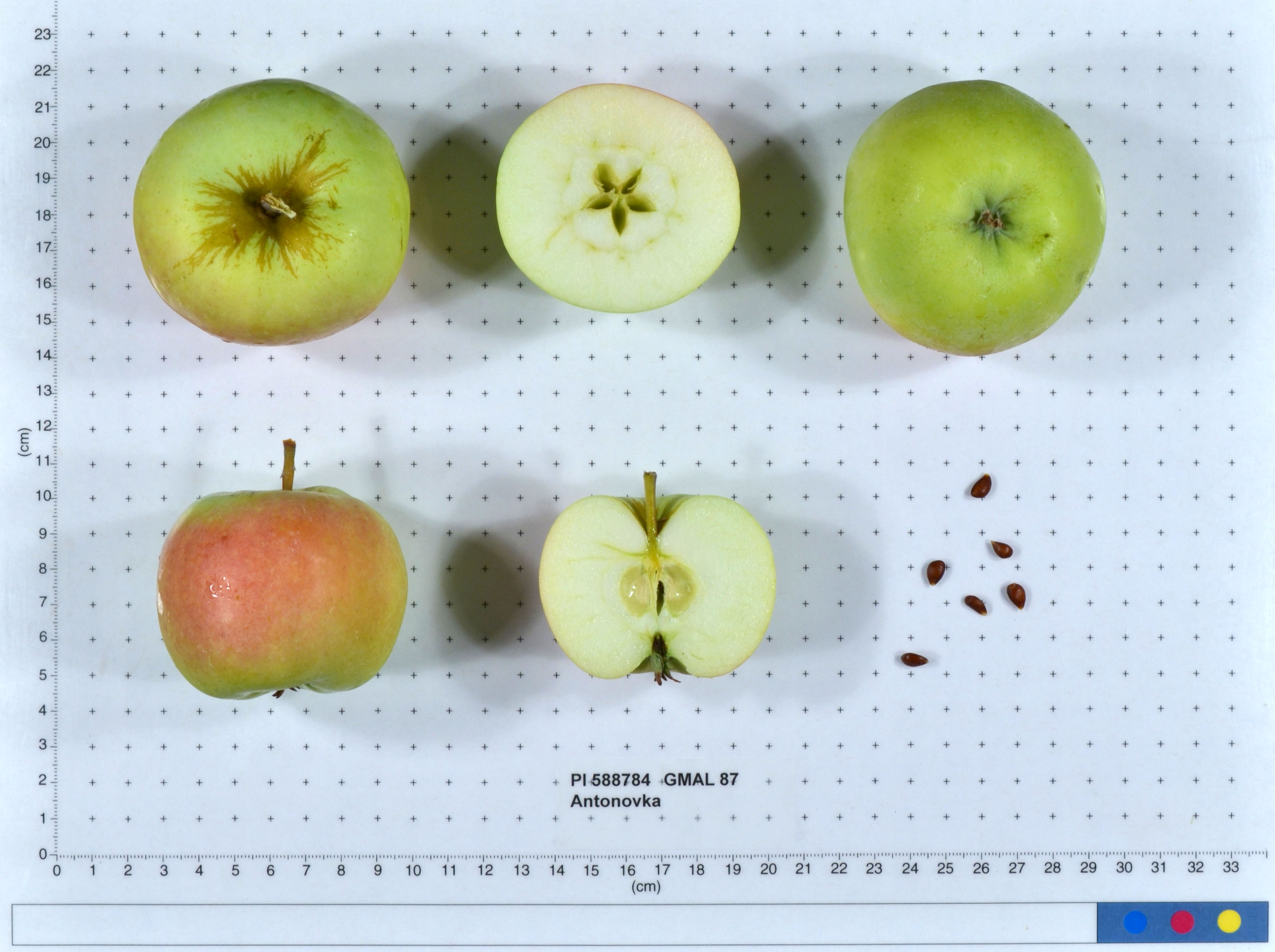
Manzana 'Antonovka'.
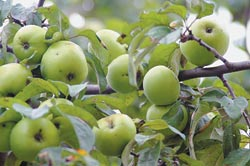
Cultivo de manzanas 'Antonovka'.
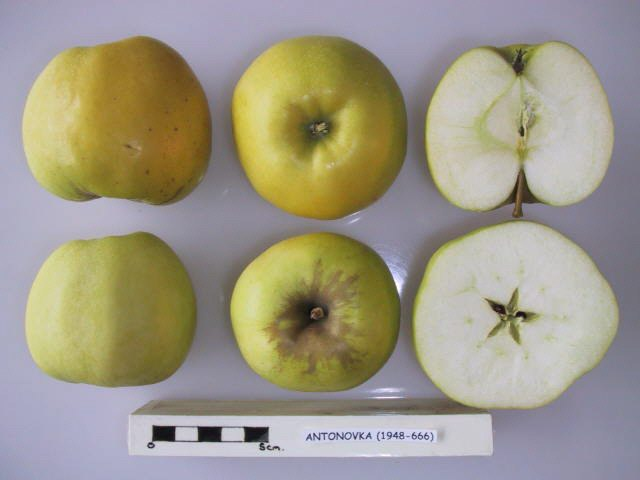
Secciones de 'Antonovka'.